# Henderson (Tennessee)
Henderson település az Amerikai Egyesült Államok Tennessee államában, Chester megyében, melynek megyeszékhelye is. Lakosainak száma 6308 fő (2020. április 1.).

## Népesség
A település népességének változása:

| 2010 | 6 309 |
| 2020 | 6 308 |